# Dan Cullen
Pour les articles homonymes, voir Cullen.
Daniel James Cullen, communément appelé Dan Cullen, est un joueur de cricket international australien né le 10 avril 1984. Cet off spinner débute en 2004 avec l'Australie-Méridionale. Il dispute son premier match de Test cricket avec l'équipe d'Australie en 2006, et son premier One-day International la même année.

## Bilan sportif

### Équipes
|                       | First-class cricket | List A cricket | Twenty20  |
| --------------------- | ------------------- | -------------- | --------- |
| Australie-Méridionale | 2004-05 -           | 2004-05 -      | 2005-06 - |
| Somerset              | 2006                |                |           |

### Sélections
| Statistiques internationales                           |       |     |
|                                                        | Tests | ODI |
| Matchs joués                                           | 1     | 5   |
| Mise à jour de la boîte : 21 août 2008 Actualiser aide |       |     |

## Récompenses et honneurs
- Bradman Young Player of the Year de l'année 2006